# Barbarista brevifrons
Barbarista brevifrons är en tvåvingeart som beskrevs av Rohacek 1993. Barbarista brevifrons ingår i släktet Barbarista och familjen sumpflugor.
Artens utbredningsområde är Uganda. Inga underarter finns listade i Catalogue of Life.